# 坦納斯維爾 (紐約州)
坦納斯維爾（英語：Tannersville）是位於美國紐約州格林縣的村。

## 人口
根據2020年美國人口普查的數據，坦納斯維爾的面積為2.98平方千米，當中陸地面積為2.90平方千米，而水域面積為0.08平方千米。當地共有人口568人，而人口密度為每平方千米191人。